# Waylander
Pour les articles homonymes, voir Waylander (homonymie).
 (septembre 2024).
Si vous disposez d'ouvrages ou d'articles de référence ou si vous connaissez des sites web de qualité traitant du thème abordé ici, merci de compléter l'article en donnant les références utiles à sa vérifiabilité et en les liant à la section « Notes et références ».
Waylander (titre original : Waylander), est un roman fantasy de David Gemmell paru en 1986 en anglais et en 2001 en français (traduction de Alain Névant pour les éditions Bragelonne).
Cette première aventure de Waylander appartient au Cycle Drenaï et a pour cadre l’invasion de Drenaï par les troupes vagrianes.
Pour le vingtième anniversaire de la sortie du livre en Angleterre, Bragelonne décide en 2006 d'éditer une version collector du roman à succès en 2 000 exemplaires numérotés, comme il avait été fait en 2004 pour Légende.
En octobre 2008, Waylander parait en format poche aux éditions Milady (affiliées au groupe Bragelonne) et novembre 2010 pour Waylander II : Dans le royaume du loup.

## Publication française
- Éditions Bragelonne, novembre 2001  (ISBN 978-2914370134)
- Éditions Bragelonne, novembre 2006  (ISBN 978-2352940166) : édition collector du 20e anniversaire, 2000 exemplaires numérotés
- Éditions Milady, octobre 2008  (ISBN 978-2811200329)
- Éditions Bragelonne, mai 2010  (ISBN 978-2352943921) (collection Bragelonne 10e anniversaire)
- Éditions Milady, octobre 2014  (ISBN 978-2811213237)
- Éditions Bragelonne, octobre 2016  (ISBN 979-1028101497) : édition stars

## Résumé
Le Roi de Drenaï a été assassiné. Une armée d'envahisseurs déferle sur le pays, avec pour mot d'ordre de tuer hommes, femmes et enfants. Mais tout espoir n'est pas perdu. Il repose sur les épaules de celui que la nation surnomme Waylander. Seul, il va s'aventurer en territoire nadir pour retrouver la célèbre Armure de Bronze, symbole de liberté. Mais peut-on faire confiance à ce Waylander… ? Après tout, c'est lui qui a assassiné le roi.
Aux côtés du prêtre Dardalion et de l'ancienne actrice Danyal, l'assassin anciennement appelé Dakeyras se lance dans la quête de l'Armure de Bronze, symbole national drenaï tandis que le général Karnak défend désespérément Dros Purdol contre les troupes de Kaem l.

## Personnages
Waylander/Dakeyras : protagoniste principal du récit, ancien soldat dont la famille a été assassiné, il est devenu un tueur à gages qui ne vit que pour lui sans jamais s'attacher à quiconque. Sa vie va prendre un tournant inattendu lors de sa rencontre avec le prêtre de la Source Dardalion.
Dardalion : jeune prêtre de la Source, il se fait sauver de la torture par Waylander, et décide ensuite de le suivre. Digne représentant de sa religion, il abhorre toute forme de violence, mais ses relations avec Waylander vont peu à peu le changer, jusqu'à être renié par son ordre pour avoir tué. Il créera l’Ordre des Trente à la suite de son exclusion.
Danyal : une jeune femme qui croisa le chemin de Waylander à la suite d'une attaque Vagriane(de l'empire du Vagria) des Chiens du Chaos. Au début répugnée par cet homme sombre et résolument mauvais, elle finira par être séduite et entretiendra une relation avec lui.
Miriel et Krylla : deux enfants jumelles apparemment Mystiques rencontrées par Waylander et Dardalion en même temps que Danyal et Culas. Leur relation avec ces derniers est visiblement forte, mais aucun lien de parenté n'est évoqué.
Culas : un jeune garçon trouvé en compagnie de Danyal et des jumelles. Il mourra peu de temps après d'une flèche dans le ventre.
Orien: ancien roi drenaï, il est le premier possesseur de l’Armure de Bronze, la portant il n'a jamais perdu une bataille. C'est lui qui la cacha près du mont Raboas (dans les montagnes nadir) avant de disparaître.
Niallad: roi drenaï,aveugle, il est le fils d’Orien et se fit assassiner par Waylander.
Karnak : général drenaï, il s'illustrera au siège de Dros Purdol. Ambitieux en politique.Il est caractérisé par sa double hache.
Egel : général drenaï qui mène la résistance drenaï contre l'invasion vagrianne. Il est celui à qui est destiné l’Armure de Bronze et deviendra le premier Comte de Bronze.
Gellan: officier Drenaï et ancien ami de Waylander/Dakeyras, C'est un homme bon et une fine lame, mais il manque de charisme pour embraser ses hommes au combat.

## Commentaires
- Le personnage de Gellan est basé sur la personnalité de l'auteur[1].